# Clamecy (Nièvre)
Pour les articles homonymes, voir Clamecy.
Clamecy est une commune française située dans le département de la Nièvre, en région Bourgogne-Franche-Comté.
Ses habitants sont appelés les Clamecycois. Clamecy est le lieu de naissance de plusieurs personnalités : un prix Nobel de littérature, Romain Rolland ; un grand navigateur, Alain Colas ; un ministre du Redressement productif, Arnaud Montebourg.

## Géographie

### Localisation
Située au nord de la Nièvre, la ville de Clamecy, sous-préfecture de la Nièvre, domine la vallée de l'Yonne, et est située à son confluent avec le Beuvron. La ville est au bord d'un bief important du canal du Nivernais.

### Villages, hameaux, lieux-dits et écarts
- Beaulieu
- La Ferme des Prés
- La Galette
- La Tambourinette
- Le Pont Picot
- Le Radigon
- Le Val des Rosiers
- Les Cours
- Moulot
- Pressures
- Sembert-le-Haut
- La Ferme Blanche

### Communes limitrophes
Les communes limitrophes sont Surgy, Pousseaux, Armes, Chevroches, Villiers-sur-Yonne, Rix, Breugnon, Oisy, Andryes et Lichères-sur-Yonne.

### Climat
Pour des articles plus généraux, voir Climat de la Bourgogne-Franche-Comté et Climat de la Nièvre.
En 2010, le climat de la commune est de type climat océanique dégradé des plaines du Centre et du Nord, selon une étude du Centre national de la recherche scientifique s'appuyant sur une série de données couvrant la période 1971-2000. En 2020, Météo-France publie une typologie des climats de la France métropolitaine dans laquelle la commune est exposée à un climat océanique altéré et est dans la région climatique  Centre et contreforts nord du Massif Central, caractérisée par un air sec en été et un bon ensoleillement.
Pour la période 1971-2000, la température annuelle moyenne est de 11 °C, avec une amplitude thermique annuelle de 15,8 °C. Le cumul annuel moyen de précipitations est de 741 mm, avec 11,9 jours de précipitations en janvier et 7,5 jours en juillet. Pour la période 1991-2020, la température moyenne annuelle observée sur la station météorologique installée sur la commune est de 11,5 °C et le cumul annuel moyen de précipitations est de 707,4 mm. 
La température maximale relevée sur cette station est de 40,7 °C, atteinte le 25 juillet 2019 ; la température minimale est de −14 °C, atteinte le 9 février 2012,,.
| Mois                                  | jan.          | fév.         | mars          | avril         | mai           | juin          | jui.          | août         | sep.          | oct.          | nov.          | déc.           | année     |
| ------------------------------------- | ------------- | ------------ | ------------- | ------------- | ------------- | ------------- | ------------- | ------------ | ------------- | ------------- | ------------- | -------------- | --------- |
| Température minimale moyenne (°C)     | 1             | 0,8          | 2,5           | 4,9           | 8,3           | 12            | 13,7          | 13,4         | 10            | 8             | 4,3           | 1,5            | 6,7       |
| Température moyenne (°C)              | 3,7           | 4,5          | 7,5           | 10,8          | 14            | 18,1          | 20            | 19,6         | 15,8          | 12,5          | 7,6           | 4,3            | 11,5      |
| Température maximale moyenne (°C)     | 6,5           | 8,1          | 12,4          | 16,7          | 19,8          | 24,1          | 26,3          | 25,8         | 21,7          | 16,9          | 10,9          | 7,2            | 16,4      |
| Record de froid (°C) date du record   | −13 13.01.03  | −14 09.02.12 | −14 01.03.05  | −4,9 04.04.22 | −0,9 06.05.19 | 2,3 04.06.01  | 6,1 02.07.11  | 4,9 26.08.18 | 1 20.09.12    | −4,8 19.10.09 | −5,7 17.11.07 | −12,2 20.12.09 | −14 2012  |
| Record de chaleur (°C) date du record | 16,7 01.01.23 | 23 27.02.19  | 25,3 31.03.21 | 29 25.04.07   | 30,5 20.05.22 | 38,8 27.06.19 | 40,7 25.07.19 | 40 07.08.03  | 35,6 09.09.23 | 30,4 02.10.23 | 22,7 07.11.15 | 16,7 17.12.19  | 40,7 2019 |
| Précipitations (mm)                   | 61,8          | 48,6         | 56,1          | 57,6          | 70,6          | 56,3          | 54,5          | 58,2         | 44,4          | 70,4          | 60,2          | 68,7           | 707,4     |

| Diagramme climatique                                  |            |             |             |             |            |              |              |            |           |             |            |
| J                                                     | F          | M           | A           | M           | J          | J            | A            | S          | O         | N           | D          |
| 6,5161,8                                              | 8,10,848,6 | 12,42,556,1 | 16,74,957,6 | 19,88,370,6 | 24,11256,3 | 26,313,754,5 | 25,813,458,2 | 21,71044,4 | 16,9870,4 | 10,94,360,2 | 7,21,568,7 |
| Moyennes : • Temp. maxi et mini °C • Précipitation mm |            |             |             |             |            |              |              |            |           |             |            |

Les paramètres climatiques de la commune ont été estimés pour le milieu du siècle (2041-2070) selon différents scénarios d'émission de gaz à effet de serre à partir des nouvelles projections climatiques de référence DRIAS-2020. Ils sont consultables sur un site dédié publié par Météo-France en novembre 2022.

## Urbanisme

### Typologie
Au 1er janvier 2024, Clamecy est catégorisée bourg rural, selon la nouvelle grille communale de densité à sept niveaux définie par l'Insee en 2022.
Elle appartient à l'unité urbaine de Clamecy, une agglomération intra-départementale regroupant deux  communes, dont elle est ville-centre,,. Par ailleurs la commune fait partie de l'aire d'attraction de Clamecy, dont elle est la commune-centre,. Cette aire, qui regroupe 45 communes, est catégorisée dans les aires de moins de 50 000 habitants,.

### Occupation des sols
L'occupation des sols de la commune, telle qu'elle ressort de la base de données européenne d’occupation biophysique des sols Corine Land Cover (CLC), est marquée par l'importance des territoires agricoles (53,8 % en 2018), en diminution par rapport à 1990 (55 %). La répartition détaillée en 2018 est la suivante : terres arables (41,6 %), forêts (32,7 %), zones agricoles hétérogènes (9,6 %), zones urbanisées (7,1 %), zones industrielles ou commerciales et réseaux de communication (3,5 %), prairies (2,5 %), milieux à végétation arbustive et/ou herbacée (1,8 %), espaces verts artificialisés, non agricoles (1,2 %). L'évolution de l’occupation des sols de la commune et de ses infrastructures peut être observée sur les différentes représentations cartographiques du territoire : la carte de Cassini (XVIIIe siècle), la carte d'état-major (1820-1866) et les cartes ou photos aériennes de l'IGN pour la période actuelle (1950 à aujourd'hui).

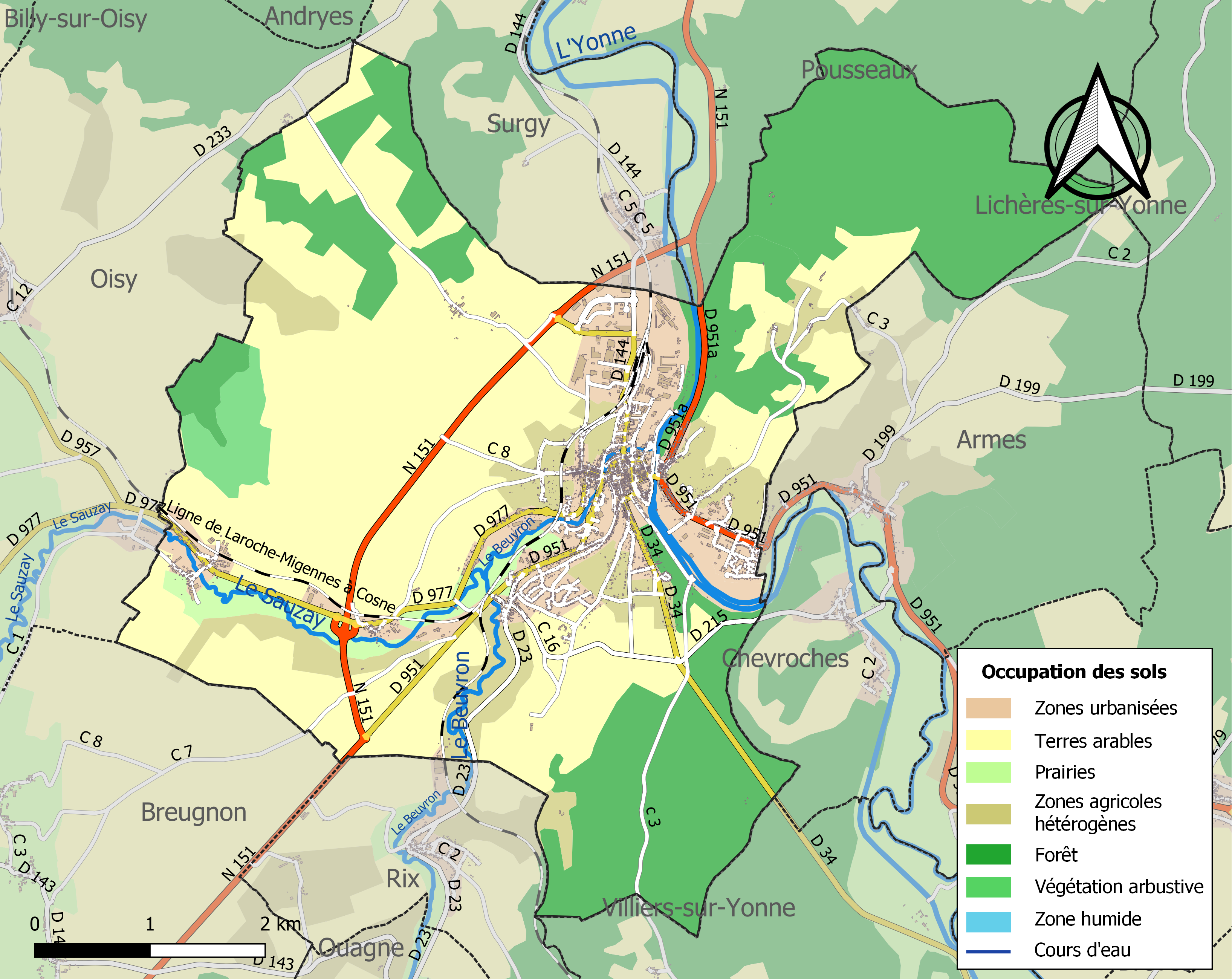
Carte des infrastructures et de l'occupation des sols de la commune en 2018 (CLC).

## Toponymie
Le nom de la localité est mentionné pour la première fois en 634 sous la forme Clamiciacus (cartulaire général de l´Yonne, tome 1, no. 004).

## Histoire
Le site de Clamecy était habité probablement dès la période gallo-romaine, comme l'attestent quelques découvertes archéologiques. Au IXe ou au Xe siècle, les comtes de Nevers font élever à Clamecy un château fort, qui se trouvait près de l’église paroissiale, devant l’actuel hôtel de ville. En 1213, le comte de Nevers Hervé IV accorde aux Clamecycois leurs premières franchises. Peu après, un rempart est construit pour protéger la ville. Le comte de Nevers Guillaume II fonde l’hôpital de Panténor sur la rive droite de l'Yonne, face au vieux Clamecy. Au XIIe siècle, son petit-fils le comte de Nevers Guillaume IV lègue l’hôpital de Panténor et son église à l’évêché de Bethléem en Palestine. En 1224, l’évêque de Bethléem, chassé de Palestine, vient s’installer à Panténor où il établit son siège épiscopal. Panténor prend le nom de Bethléem, qu'il porte toujours : on parle à Clamecy du quartier de Bethléem. L’évêché de Bethléem demeure à Clamecy jusqu’en 1790, et une cinquantaine d’évêques s’y succèdent.

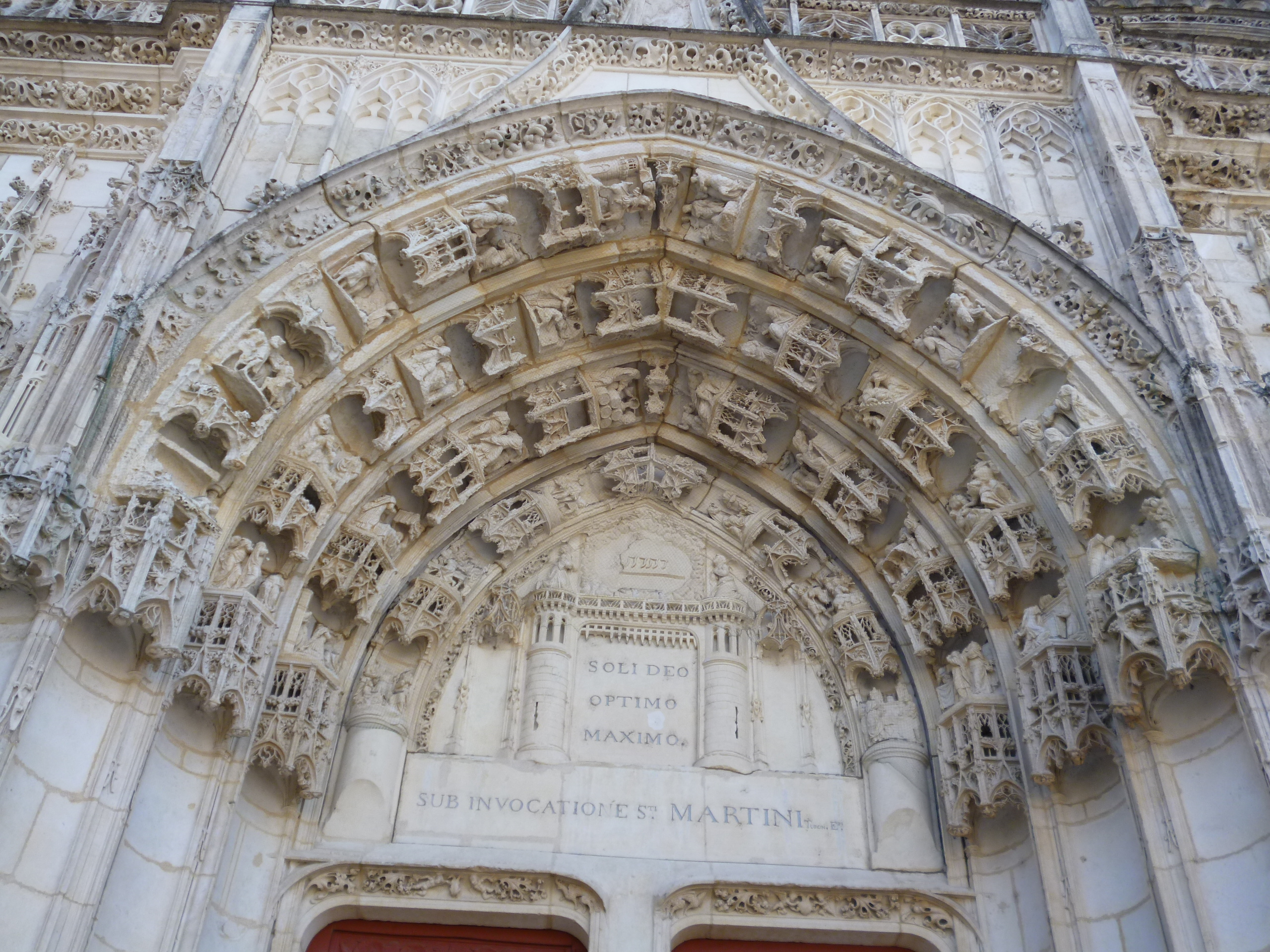
Tympan de l'église Saint-Martin.

La collégiale Saint-Martin est bâtie au XIIIe siècle. Elle s’élève en face du château ducal, au milieu d’une ville protégée par des remparts. Les comtes de Nevers établissent dans la commune un atelier monétaire. Au XIVe siècle, Clamecy est plusieurs fois rançonnée ou ravagée : en 1323 ; en 1360. La ville est occupée par des soldats en 1401 et en 1442. Après ces troubles, Clamecy retrouve le calme. À partir de 1497, la collégiale Saint-Martin est dotée d’une tour monumentale, en gothique flamboyant.
De 1549 à 1923, Clamecy connaît une certaine prospérité grâce à l’activité du flottage du bois, qui consiste à ravitailler Paris en bois de chauffage, en utilisant les cours d’eau reliant Clamecy à la capitale. Jean Rouvet, considéré comme l’inventeur de cette technique au XVIe siècle, est en réalité celui qui l’organise sur une grande échelle. Le bois coupé dans les forêts du Morvan permet de constituer des trains de bois que des flotteurs conduisent à Paris. 
Dans les années 1630 et 1640, Roger de Saint-Lary, duc de Bellegarde (1563-1646), un des grands personnages de la cour, est disgracié ; il vit alors à Entrains et à Clamecy, où un hôtel particulier lui est construit. En 1659, Mazarin achète le Nivernais au duc de Gonzague. Il devient ainsi duc de Nivernais, titre qu’il transmet à ses successeurs. Ceux-ci le portent jusqu’à Louis-Philippe-Jules Barbon Mancini Mazarini, et viennent occasionnellement visiter Clamecy.
Au XVIIe siècle, de nouvelles communautés religieuses s’installent à Clamecy : les récollets, dont l’église est consacrée en 1636, puis les sœurs de la Providence.
La Révolution est bien accueillie à Clamecy. La ville, « capitale du flottage » dans le Morvan (cette activité atteint son apogée entre 1785 et 1816), est cependant agitée par une émeute de flotteurs au printemps de 1792. Fouché vient à Clamecy du 15 au 17 août 1793 ; il y poursuit notamment l’entreprise de déchristianisation. Clamecy connaît la Terreur, avec son lot d’arrestations arbitraires et plusieurs exécutions. En 1800, la ville devient siège d’une sous-préfecture, d’un tribunal de première instance et d’une justice de paix. En 1815, la ville subit l’occupation étrangère.
Au cours du XIXe siècle, l’activité du flottage du bois diminue progressivement, concurrencée par l’usage du charbon. Aussi les flotteurs de Clamecy provoquent-ils régulièrement des grèves. On suppose que les flotteurs, qui conduisaient leurs trains de bois à Paris, ramenaient à Clamecy les idées politiques de la capitale. Lorsque Louis-Napoléon Bonaparte fait le coup d’État du 2 décembre 1851, une partie des Clamecycois assistés par de nombreux habitants des communes environnantes, provoque du 5 au 7 décembre une insurrection, qui fait des morts tant du côté des insurgés que des forces de l'ordre. La révolte est durement réprimée par le pouvoir ; un peu plus d'un millier d'émeutiers sont emprisonnés et, pour certains, déportés.

Plan de Clamecy en 1878.

Sous le Second Empire est menée une politique de travaux, avec la construction de plusieurs bâtiments dont un tribunal et un nouvel hôtel de ville, comportant une halle, de 1859 à 1861. La ligne de chemin de fer de Clamecy à Auxerre est inaugurée en 1870. Au début de la Troisième République, en 1876, est fondée une société savante, la Société Scientifique et Artistique. La même année est créé un musée. L’activité du flottage s’achève, avec le départ du dernier demi-train de bois pour Paris en 1877. Le dernier flot de bûches est lancé en 1923. Au début du XXe siècle, les travaux d’embellissement se poursuivent, avec le comblement d’un bras du canal, source d’insalubrité, à l’emplacement duquel est tracée l’avenue de la République. L’immeuble de la caisse d’épargne est bâti à partir de 1907. Plus de deux cents Clamecycois meurent pendant la Première Guerre mondiale, ce qui creuse un déclin démographique déjà amorcé depuis le début du XXe siècle. La ville regagne cependant des habitants dans les années 1920 et 1930. Une nouvelle faïencerie est créée. La Société des Produits Chimiques de Clamecy, qui a succédé en 1922 à l’usine de carbonisation du bois, est alors un employeur important. L’église Notre-Dame de Bethléem est construite en ciment armé de 1926 à 1927.
Le 16 juin 1940, Clamecy est occupée par l’armée allemande. Le 18 juin 1940, la commune est le théâtre d’un massacre de prisonniers de guerre : quarante-trois prisonniers de guerre, appartenant aux régiments de tirailleurs africains, sont exécutés après que l’un d’eux aurait, selon l'occupant allemand, attaqué un officier allemand. Un quarante-quatrième, blessé, s’échappe mais est repris et exécuté plusieurs jours après. Deux autres tirailleurs sont fusillés par les Allemands à Clamecy, à La Rochette, en juillet.
Dans les environs, les résistants sont actifs au sein du maquis du Loup. L’occupant quitte Clamecy le 19 août 1944.
Après la Seconde Guerre mondiale, l’administration municipale connaît une certaine stabilité, avec notamment le mandat du docteur Pierre Barbier (1959-1977). Dans les années 1950 et jusqu’à la fin des années 1960, la Société des Produits Chimiques de Clamecy emploie six cents ouvriers et constitue une sorte de ville dans la ville. Clamecy connaît une certaine reprise démographique dans les années 1970. L’un de ses enfants, Alain Colas, se fait connaître mondialement grâce à ses navigations. Durant ses mandats, qui durent trente et un ans, de 1977 à 2008, le maire Bernard Bardin dote la ville d’une salle polyvalente, d’équipements culturels et sportifs. Un secteur sauvegardé, reconnaissant la valeur du centre ancien, est créé en 1985. La bibliothèque est transformée en une médiathèque que François Mitterrand vient inaugurer en 1987. Le musée est agrandi et rénové de 1996 à 2005. Cependant, l’absence de grande industrie contribue à une érosion démographique. Celle-ci s'est accélérée dans la décennie 2010.

## Politique et administration

### Sous-préfecture
Clamecy est le siège d’une sous-préfecture depuis l’instauration de cette administration en 1800. Supprimée pendant douze ans, la sous-préfecture a été rétablie en 2023.
Parmi les sous-préfets notables, on peut citer Delamare, qui a publié en 1832 une Statistique de l’arrondissement de Clamecy ; Auguste Marlière, sous le Second Empire, qui a écrit à son tour une Statistique de l’arrondissement de Clamecy, et Maurice Le Blond, époux de Denise Aubert, fille naturelle d’Émile Zola, qui a été sous-préfet de Clamecy de 1908 à 1913.

### Jumelages
- Gelnhausen (Allemagne) depuis 1962.
- Grandes-Piles (Canada) depuis 1996.

## Population et société

### Démographie
L'évolution du nombre d'habitants est connue à travers les recensements de la population effectués dans la commune depuis 1793. Pour les communes de moins de 10 000 habitants, une enquête de recensement portant sur toute la population est réalisée tous les cinq ans, les populations de référence des années intermédiaires étant quant à elles estimées par interpolation ou extrapolation. Pour la commune, le premier recensement exhaustif entrant dans le cadre du nouveau dispositif a été réalisé en 2004.

En 2022, la commune comptait 3 597 habitants, en évolution de −5,91 % par rapport à 2016 (Nièvre : −3,28 %, France hors Mayotte : +2,11 %).
| 1793  | 1800  | 1806  | 1821  | 1831  | 1836  | 1841  | 1846  | 1851  |
| ----- | ----- | ----- | ----- | ----- | ----- | ----- | ----- | ----- |
| 4 805 | 5 034 | 5 335 | 5 311 | 5 539 | 5 539 | 5 734 | 6 108 | 6 179 |

| 1856  | 1861  | 1866  | 1872  | 1876  | 1881  | 1886  | 1891  | 1896  |
| ----- | ----- | ----- | ----- | ----- | ----- | ----- | ----- | ----- |
| 5 487 | 5 622 | 5 616 | 5 381 | 5 432 | 5 536 | 5 307 | 5 318 | 5 501 |

| 1901  | 1906  | 1911  | 1921  | 1926  | 1931  | 1936  | 1946  | 1954  |
| ----- | ----- | ----- | ----- | ----- | ----- | ----- | ----- | ----- |
| 5 426 | 5 154 | 4 869 | 4 607 | 4 959 | 5 434 | 5 871 | 5 819 | 5 655 |

| 1962  | 1968  | 1975  | 1982  | 1990  | 1999  | 2004  | 2006  | 2009  |
| ----- | ----- | ----- | ----- | ----- | ----- | ----- | ----- | ----- |
| 5 520 | 5 741 | 5 922 | 5 590 | 5 284 | 4 806 | 4 570 | 4 551 | 4 238 |

| 2014  | 2019  | 2022  | - | - | - | - | - | - |
| ----- | ----- | ----- | - | - | - | - | - | - |
| 3 889 | 3 590 | 3 597 | - | - | - | - | - | - |

### Santé
Clamecy dispose d'un centre hospitalier public, labellisé « hôpital de proximité » fonctionnant en groupement avec le Centre hospitalier d'Auxerre. Le centre hospitalier est composé d'un service d'urgences, d'un SMUR (Structure mobile d'urgence et de réanimation), d'une unité d'hospitalisation de courte durée (2 lits) d'un service de médecine polyvalente (36 lits), d'une unité de soins critiques (4 lits), d'un service d'imagerie (avec scanner, radiologie, mammographie et echographie), d'un hôpital de jour gériatrique (4 lits), d'un service de consultations spécialisées, de deux EHPAD et d'un centre périnatal de proximité. Le Centre Hospitalier de Clamecy dispose d'une hélistation pour le transport en urgences de patients vers d'autres établissements.  

### Événements annuels
- Les joutes. Héritage des divertissements des flotteurs, elles se déroulent sur l'Yonne le 14 juillet.
- La fête de l'andouillette et du vin blanc est une manifestation festive traditionnelle qui se tient chaque été à Clamecy[28],[29],[30],[31],[32].
Depuis le XVIIIe siècle, la commune de Clamecy s'est fait connaître par sa production d'andouillette[33] et de vin blanc qui profite de l'appellation de la commune voisine de Tannay[29].
La Fête de l'andouillette et du vin blanc a été créée par la ville de Clamecy en 1977. Elle est devenue une des manifestations locales, avec concours de « Miss andouillette », concours de la meilleure andouillette et du plus gros mangeur d'andouillette[34].
De 1977 à 1995, cette fête se tenait dans le parc floral de la ville, réunissant des stars humoristes et des groupes de variété française. Aujourd'hui, cette manifestation se déroule dans les rues de la vieille ville[32],[35], accompagnée de concerts[35] de rue de groupes de musiciens[36],[37].
Cette manifestation a été parrainée par Marc Meneau et le président de l'Association amicale des amateurs d'andouillette authentique.
- La descente bidon, qui, depuis 1984, consiste en une navigation sur l'Yonne, un jour d'août, à bord d'embarcations fabriquées par les participants.

### Institutions et associations
- Société scientifique et artistique de Clamecy, société fondée en 1876 ayant pour but d'être la mémoire de la région de Clamecy et de la Nièvre et publiant à cette fin chaque année un bulletin[38] ;
- Confrérie Saint-Nicolas, conservant la mémoire du flottage du bois ;
- Société Philanthropique La Gigouillette[39] ;
- Association des amis de Claude Tillier ;
- Radio Flotteurs, radio locale dont les émissions ont débuté le 5 février 1984 ;
- Amicale pour le don de sang bénévole de Clamecy.

## Économie et industrie
Alors que des moyens de transport de bois plus traditionnels (péniches sur le canal du Nivernais, rail), ainsi que l'usage du charbon faisaient péricliter le flottage, l'industrie de transformation du bois est apparue à la fin du XIXe siècle, le 1er juillet 1894. La Société des Produits Chimiques de Clamecy (S.P.C.C.) a eu une activité importante de carbonisation du bois et d'exploitation des produits chimiques dérivés. Elle employait près de mille personnes dans les années 1950. À partir des années 1960, la concurrence du pétrole condamna rapidement le procédé. Dans l'ancienne usine de Clamecy reste actuellement un établissement de chimie de spécialité, nettement plus modeste et intégré au groupe international Solvay.
L'agroalimentaire, avec l'usine Jacquet, qui produit des pains emballés, constitue aujourd'hui l'essentiel de l'activité industrielle locale.
Une faïencerie a été fondée à Clamecy en 1791 et a fonctionné jusqu'aux années 1880. Une nouvelle faïencerie a été créée en 1918 par André Duquénelle. Elle a été dirigée successivement par Roger Colas, père du navigateur Alain Colas, puis par Jean-François Colas, et maintenant par Alexandre Colas. Elle est spécialisée dans la production de fèves de galettes des rois.
Clamecy est aussi le siège de la Nouvelle Imprimerie Laballery, fondée en 1924 sous le nom d'imprimerie Laballery. Depuis 1993, elle est une Société Coopérative de Production, sous le nom de Nouvelle Imprimerie Laballery.

## Culture locale et patrimoine

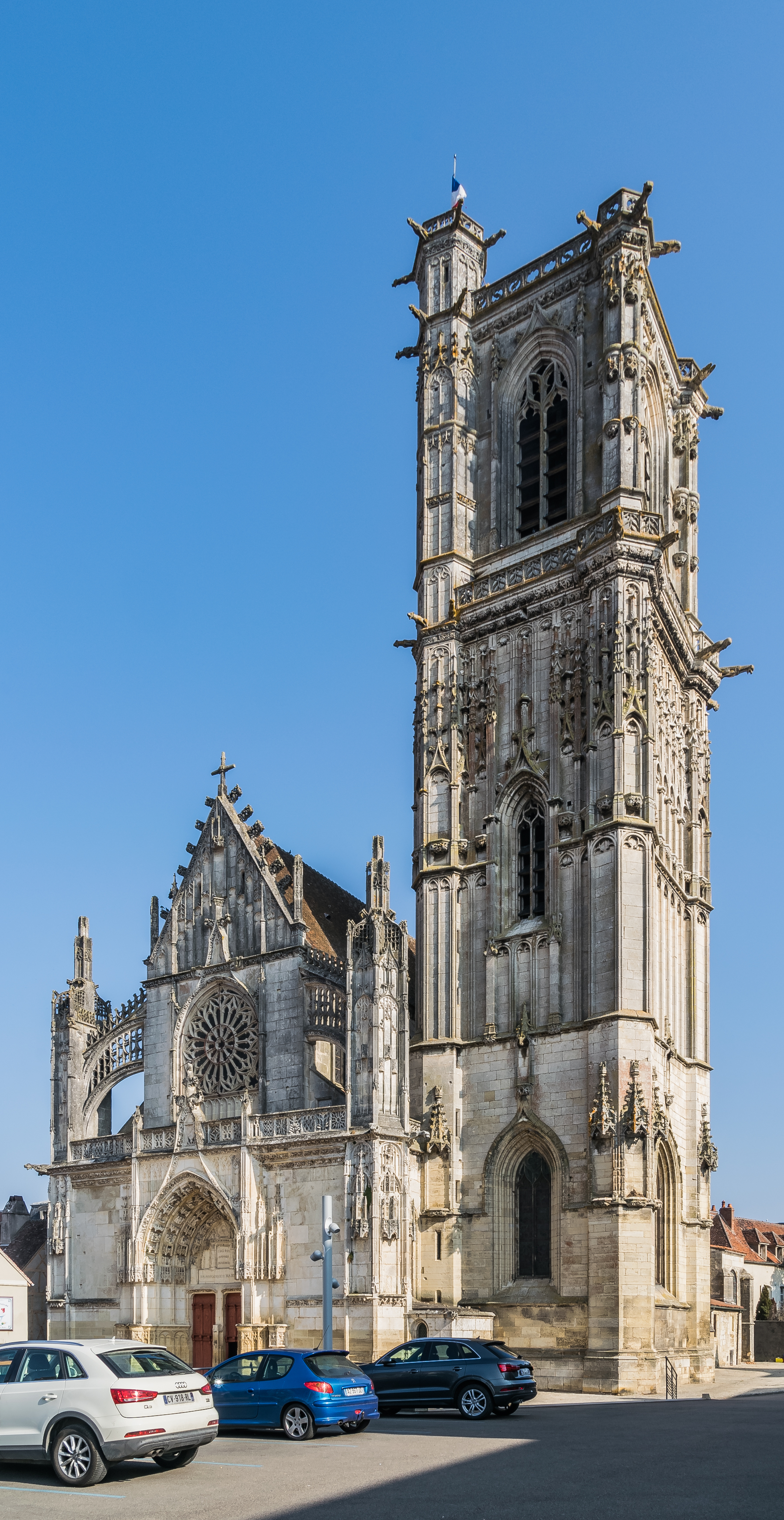
L'ancienne collégiale Saint-Martin.

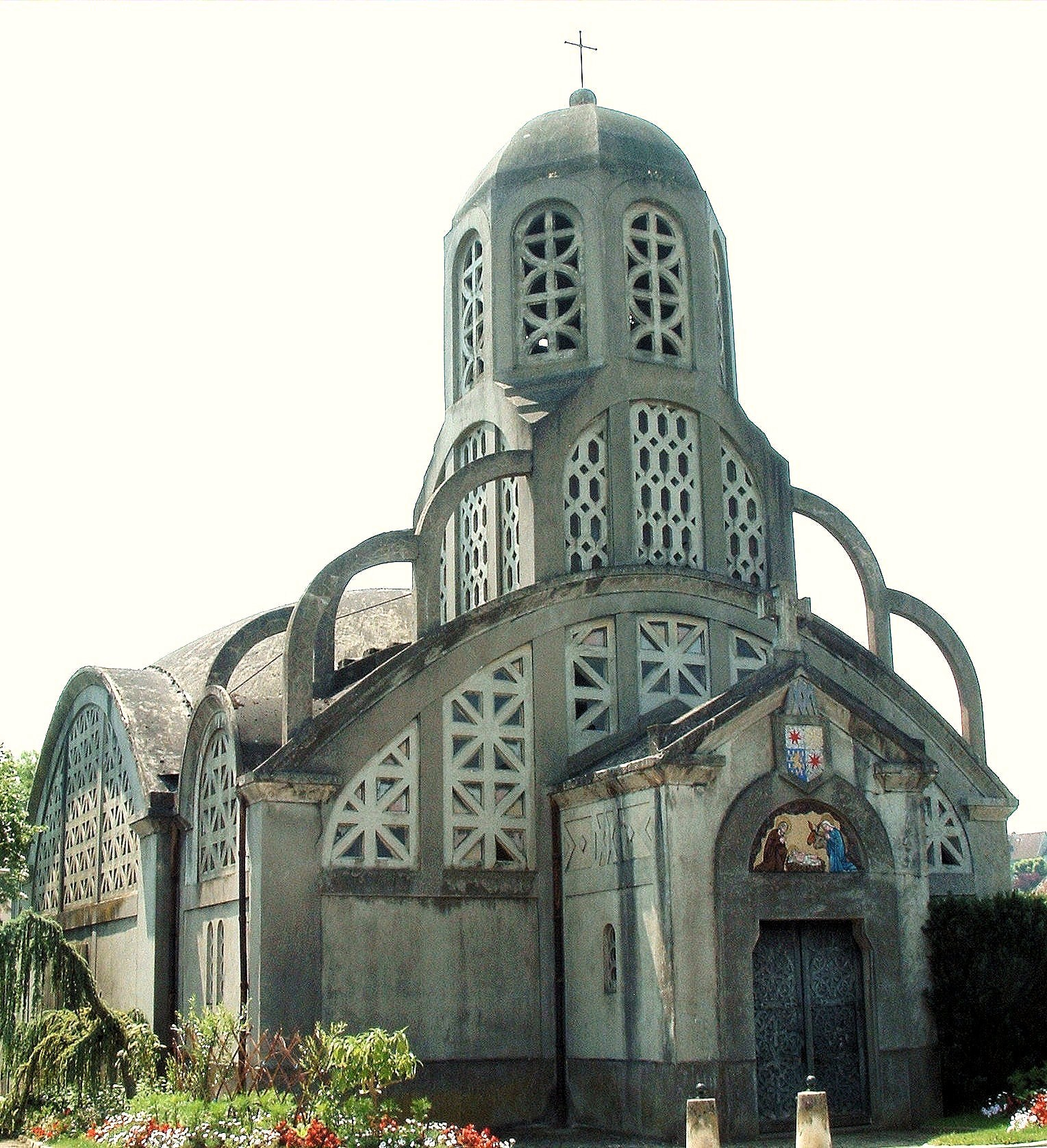
L'église Notre-Dame de Bethléem.

### Lieux et monuments
- L'ancienne collégiale Saint-Martin

Elle possède un vaisseau gothique bourguignon, datant du XIIIe siècle, un chœur et un déambulatoire carrés, précédés d'un jubé. La tour a été construite en gothique flamboyant de 1497 à 1515 et la façade occidentale a été remaniée à partir de 1515. La collégiale est classée monument historique. Elle contient un orgue Cavaillé-Coll de 1864, classé monument historique. Elle est ouverte tous les jours.
- L'église Notre-Dame de Bethléem[42]

Construite en 1926 et 1927 en ciment armé par l'architecte Georges Théodore Renaud (1875-1947). Elle rappelle que cinquante évêques de Bethléem résidèrent à Clamecy après la disparition du royaume latin de Jérusalem en 1225 jusqu'à la Révolution. Elle est inscrite monument historique, mais ne se visite pas.
- La chapelle des évêques de Bethléem, XIIe siècle, XIIIe siècle[43]

Il en reste trois travées voûtées d'ogives. Vendue comme bien national à la Révolution, elle est aujourd'hui convertie en salle de restaurant. Elle est inscrite monument historique.
- Le musée d'Art et d'Histoire Romain Rolland, avenue de la République[44]

Installé dans l'ancien hôtel du duc de Bellegarde, la maison natale de Romain Rolland, celle de son grand-père maternel Edme Courot et une extension contemporaine. Il possède des collections d'archéologie locale, de peintures, d'affiches, de faïences, des souvenirs de Romain Rolland et une évocation du flottage du bois.
- La médiathèque François-Mitterrand, rue Jean-Jaurès, installée dans l'ancienne école royale d'artillerie datant du XVIIIe siècle.
- L'Homme du futur, sculpture de César, installée en juillet 1987 sur le rond-point du boulevard Misset à Clamecy.
- L'usine Solvay, ancienne S.P.C.C.

Elle comporte des bâtiments du XXe siècle ornés de peintures sur toile, notamment de Rex-Barrat, Jean Neveu-Lemaire, Robert Pouyaud, mais ne se visite pas.
- Six maisons à pans de bois sont inscrites comme monuments historiques : la librairie rue du Grand-Marché, la maison 24 rue du Grand-Marché, la Maison Beaufils 1 rue du Temple, la Maison Stengel 2 rue de la Tour, la maison 11 place Saint-Jean, la Maison du tisserand 2 rue Romain-Rolland.

Clamecy a été labellisée Cité de Caractère de Bourgogne-Franche-Comté en 2018.

### Personnalités liées à la commune
- Jean de Bourgogne, dit Jean de Clamecy, comte de Nevers et de Rethel, fils de Philippe de Bourgogne et de Bonne d'Artois.
- Famille Mancini, vicomte de Clamecy.
- Jean Rouvet (XVIe siècle), considéré comme l'inventeur du flottage à bûches perdues.
- Éléonore de Grandmaison (1620-1692), pionnière en Nouvelle-France.
- Claude Simpol, peintre du XVIIe siècle, né à Clamecy vers 1666.
- Jean Ramponneau (1724-1802), cabaretier.
- André Giroud de Villette (1752-1787), pionnier de l'aéronautique.
- Pierre-Étienne Despatys de Courteille (1753-1841), député du tiers état aux États Généraux de 1789.
- Louis Charbonnier (1754-1833), général.
- Bias Parent (1754-1802), révolutionnaire.
- Charles-André Dupin (1758-1843), procureur impérial.
- Pierre Duviquet (1765-1835), avocat, homme politique, directeur du journal L'Ami des Lois, député de la Nièvre au Conseil des Cinq-Cents.
- Pierre-François-Jean Bogne de Faye (1778-1838), diplomate et homme politique.
- André Dupin (1783-1865), dit « Dupin l'aîné », avocat et homme politique.
- Charles Dupin (1784-1873), ingénieur, savant et homme politique.
- Édouard Séguin (1812-1880), médecin spécialiste dans le traitement des enfants handicapés.
- Hippolyte Marié-Davy (1820-1893), scientifique et inventeur.
- Théodore Tenaille de Saligny (1830-1889), homme politique.
- Jules Jaluzot (1834-1916), fondateur du grand magasin Au Printemps.
- Gabriel Alapetite (1854-1932), préfet, ambassadeur et ministre plénipotentiaire.
- André Renard (1861-1944), maire de Clamecy, député et ministre du Travail.
- Marcel Boidot (1866-1914), chef de bataillon du génie et héros militaire.
- Marcel Guinard dit Jotine (1900-1975), le dernier vielleux.
- Robert Pouyaud (1901-1970), peintre et sculpteur ayant œuvré pour la commune.
- Maryse Martin (1906-1984), actrice.
- Alain Colas (1943-1978), navigateur.
- Arnaud Montebourg (né en 1962), homme politique, ministre.
- Renaud Cestre (né en 1985), acteur.

### Auteurs locaux
- Roger de Piles (1635-1709), peintre et théoricien d'art.
- Adélaïde Gory-Decour (vers 1759-1825), écrivaine.
- Louis-Antoine-François de Marchangy (1782-1826), écrivain et magistrat, qui s'illustra lors du procès des Quatre sergents de La Rochelle.
- Claude Tillier (1801-1844), pamphlétaire et romancier.
- Romain Rolland (1866-1944), écrivain, Prix Nobel de littérature.
- Victor Gautron du Coudray (1868-1957), érudit, collectionneur, écrivain et directeur du musée.
- Léon Mirot (1870-1946), archiviste et historien.
- Franc-Nohain (1872-1934), écrivain et poète.
- Maurice Le Blond (1877-1944), journaliste et écrivain, gendre d'Émile Zola, sous-préfet de Clamecy (1908-1913).
- Henri Bachelin (1879-1941), écrivain, né dans l'arrondissement de Clamecy.
- Paul Cornu (1881-1914), bibliothécaire et historien, fondateur des Cahiers Nivernais.
- Maurice Mignon (1882-1962), universitaire.
- Paul Faucher (1898-1967), fondateur de la collection littéraire « Père Castor » et pionnier de l'Éducation nouvelle.
- Romain Baron (1898-1985), écrivain, professeur de Lettres et historien.
- Vladimir Dimitrijević (1934-2011), écrivain et éditeur.
- Xavier Jaillard (né en 1944), écrivain et comédien.
- Denis Grozdanovitch (né en 1946), résident dans l'arrondissement de Clamecy.
- Jean-Pierre Favard (né en 1970), auteur de nouvelles fantastiques.
- Kilien Stengel (né en 1972), auteur gastronomique et universitaire.

### Héraldique
| Blason de Clamecy (Nièvre) | Blason  | D'azur semé de billettes d'or sans nombre, au lion de même, armé et lampassé de gueules brochant sur le tout. |
| Blason de Clamecy (Nièvre) | Détails | |